# Trichostigma
Genre
Classification phylogénétique
Trichostigma est un genre de plantes de la famille des Phytolaccaceae.

## Liste d'espèces
Selon NCBI (6 août 2010) :
- Trichostigma octandrum (L.) H. Walter
- Trichostigma peruvianum (Moq.) H. Walter
- Trichostigma polyandrum (Loes.) H. Walter
- Trichostigma rivinoides A. Rich. (Syn. = Trichostigma octandrum (L.) H. Walter)